# АЭС Токай
АЭС Токай (яп. 東海第二発電所) — первая атомная электростанция в Японии.
Станция расположена на востоке японского острова Хонсю на побережье Тихого океана близ одноимённого посёлка в префектуре Ибараки в 120 километрах от столицы страны — Токио.
Первую электроэнергию АЭС Токай дала в 1966 году. Всего на станции было построено два реактора: первый — мощностью 166 МВт с газоохлаждаемым британским реактором Magnox проработал до 1998 года, второй — мощностью 1 100 МВт типа BWR – был остановлен после аварии на АЭС Фукусима-1.
Первый реактор АЭС Токай стал не только первым коммерческим реактором Японии, но и первым закрытым в стране. Окончательный демонтаж реактора прошел в 2011 году.
Ещё в 2011 году мэр села Токай призвал закрыть АЭС Токай-2, так как в радиусе 30 километров возле станции проживает более миллиона человек.
22 мая 2014 года руководители АЭС Токай подали заявку на перезапуск второго реактора – это была 18 заявка среди всех поданных.
При этом второй реактор АЭС Токай стал самым старым, из всех, подавших заявку на перезапуск. С 2011 по 2014 годы возле станции была возведена стена высотой в 18 метров для защиты от цунами, обновлена система вентиляции, а также были покрыты 18,5 тысяч метров кабелей огнестойким покрытием.

## Инциденты
30 сентября 1999 года в местечке Токаймура прошла одна из серьёзнейших аварий в истории Японии. Инцидент случился не на АЭС Токай, а на близлежащем радиохимическом заводе.
В марте 2011 года, произошедшее землетрясение привело к проблемам с системой охлаждения на втором реакторе, в связи с остановкой насоса. В октябре 2011 года на станции была обнаружена утечка радиоактивной воды в корпус реактора, в размере около 65 тонн.

## Информация об энергоблоках
| Энергоблок | Тип реакторов | Мощность | Мощность | Начало строительства | Физпуск    | Подключение к сети | Ввод в эксплуатацию | Закрытие   |
| Энергоблок | Тип реакторов | Чистый   | Брутто   | Начало строительства | Физпуск    | Подключение к сети | Ввод в эксплуатацию | Закрытие   |
| ---------- | ------------- | -------- | -------- | -------------------- | ---------- | ------------------ | ------------------- | ---------- |
| Токай-1    | GCR, MAGNOX   | 137 МВт  | 166 МВт  | 01.03.1961           | 04.05.1965 | 10.11.1965         | 25.07.1966          | 31.03.1998 |
| Токай-2    | BWR, BWR-5    | 1060 МВт | 1100 МВт | 03.10.1973           | 18.01.1978 | 13.03.1978         | 28.11.1978          | —          |